# Pseudepilysta loebli
Pseudepilysta loebli là một loài bọ cánh cứng trong họ Cerambycidae.